# Marr
Marr – wieś w Anglii, w hrabstwie ceremonialnym South Yorkshire, w dystrykcie metropolitalnym Doncaster. Leży 23 km na północny wschód od miasta Sheffield i 237 km na północ od Londynu.